# Emiel Vercaigne
Emiel Vercaigne is een Belgisch voormalig boogschutter.

## Levensloop
Vercaigne behoorde tot het Belgisch team (voorts bestaande uit Patrick De Koning en Marnix Vervinck) dat brons behaalde op de wereldkampioenschappen van 1979 in West-Berlijn.